# (38225) 1999 NT48
1999 NT48 (asteroide 38225) é um asteroide da cintura principal. Possui uma excentricidade de 0.12662600 e uma inclinação de 6.88646º.
Este asteroide foi descoberto no dia 13 de julho de 1999 por LINEAR em Socorro.